# Norbert Keßlau
Norbert Keßlau, född den 13 juli 1962 i Dortmund i Tyskland, är en västtysk roddare.
Han tog OS-brons i fyra utan styrman i samband med de olympiska roddtävlingarna 1988 i Seoul.